# Lư Tượng Thăng
Lư Tượng Thăng (chữ Hán: 盧象昇, 1600 – 1638/1639), tên tự là Kiến Đẩu, hiệu là Cửu Đài, người huyện Nghi Hưng tỉnh Trực Lệ, nhân vật chính trị và tướng lĩnh nổi tiếng cuối thời Minh. Thi đậu tiến sĩ năm Thiên Khải, từng luyện Thiên Hùng quân, vây đánh quân khởi nghĩa nông dân có công, làm quan tới chức Tổng đốc Tuyên Đại, tử trận trong cuộc chiến đấu với quân Thanh. Thụy là Trung Liệt, thời Càn Long Nhà Thanh đổi thụy là Trung Túc.

## Tiểu sử
Tổ phụ từng nhậm chức Tri huyện. Tượng Thăng lúc còn nhỏ dốc sức vào việc đọc sách, thích cưỡi ngựa bắn cung, dù là văn nhân có nước da trắng sáng nhưng thân hình lại gầy gò, có sức mạnh vượt trội, tài năng bẩm sinh, "da trắng mà cơ thể ốm yếu, nổi rõ cả xương cốt, có sức mạnh kinh người".
Năm Vạn Lịch thứ 44 (1616), ông vừa tròn 17 tuổi được vào Quốc tử giám bổ nhiệm làm Bác sĩ đệ tử viên, năm Thiên Khải thứ 2 (1622), thi đỗ tiến sĩ, nhậm chức Hộ bộ chủ sự. Tượng Thăng cùng với bộ hạ đồng cam cộng khổ, giỏi thuật cuỡi ngựa, sống theo kiểu khổ hạnh của nhà tu như sử sách ghi chép: "hối thúc thuộc hạ làm việc siêng năng, châm đèn đến khuya, khi nhận được tin khẩn, nghe tiếng gà gáy liền khoác áo, đi ngay lập tức". Tuy trước sau ba lần được ban "Thượng phương bảo kiếm", nhưng chưa hề giết viên tỳ tướng hay binh sĩ nào. Lúc sinh thời, ông thích nhất là chăn ngựa. Mỗi con ngựa có một tên riêng. Lúc đánh nhau với quân của Sấm vương ở Nam Chương, bị nghĩa quân đuổi đến sông Sa, sông rộng mấy trượng nhưng ngựa của ông chỉ vọt một cái là qua sông. Đó là con ngựa nổi tiếng có tên là Ngũ Minh Ký.
Năm Sùng Trinh thứ 2 (1629), vua Hậu Kim Hoàng Thái Cực đi vòng qua phòng tuyến Quan Cẩm, men theo cửa Hỷ Phong vào đánh úp kinh kỳ, lúc ra nhậm chức Tri phủ phủ Đại Danh, Lư Tượng Thăng mộ binh được một vạn quân cần vương, chưa đánh trận nào thì quân Hậu Kim đã rút về ngay lập tức. Năm Sùng Trinh thứ 2 (1630), ông được thăng chức Tham chính kiêm phó sứ, phụ trách luyện binh, dựa trên mối quan hệ với bạn bè, đồng hương khu vực phủ Đại Danh chiêu mộ quân đội, đặt tên là "Thiên Hùng quân". Tuy xuất thân là quan văn, nhưng tinh thông quân sự, rất có tài cầm quân. Năm Sùng Trinh thứ 4 (1631), do đạt thành tích cai trị tốt đẹp được thăng chức lên Án sát sứ.
Năm Sùng Trinh thứ 6 (1633), Tượng Thăng miệt mài luyện tập "Thiên Hùng quân", trấn áp cuộc khởi nghĩa nông dân vùng Sơn Tây cho đến Hà Bắc. Sau nhậm chức Tổng đốc năm tỉnh, quản lý công việc đánh dẹp giặc cướp ở Giang Bắc, Hà Nam, Hồ Quảng, Tứ Xuyên, Sơn Đông, cùng các tướng Tổ Khoan, Tả Lương Ngọc đánh bại lực lượng của Cao Nghênh Tường, Lý Tự Thành và Trương Hiến Trung. Năm Sùng Trinh thứ 7 (1634), Lư Tượng Thăng làm Hữu thiêm đô ngự sử, đóng ở Vẫn Dương. Tháng 5 năm sau giữ chức Hữu phó đô ngự sử Tuần phủ Hồ Quảng. Đến tháng 8 năm ấy, được thăng chức Tổng lý quân vụ Giang Bắc, Hà Nam, Sơn Đông, Hồ Quảng và Tứ Xuyên.
Từ năm thứ 6 (1633) đến tháng 9 năm thứ 9 (1636), trong gần 4 năm đó, Lư Tượng Thăng đã bôn ba khắp các vùng Hồ Quảng, Phong Dương, Lư Châu, Hà Nam chiến đấu hết sức gian khổ, dốc toàn lực trấn áp các cuộc khởi nghĩa nông dân. Mãi đến khi kinh đô giới nghiêm, ông nhận chiếu chỉ đưa quân về bảo vệ kinh thành. Từ đó ông mới rời chiến trường, thôi việc đàn áp nghĩa quân. Sau khi kinh đô được giải vây, ông được đổi sang làm Binh bộ tả thị lang, Tổng đốc quân vụ 3 tỉnh Tuyền Châu, Đại Đồng, Sơn Tây.
Tháng 4 năm Sùng Trinh thứ 9 (1636), Hoàng Thái Cực đổi quốc hiệu thành Đại Thanh, tháng 6, A Tế Cách điều động quân Thanh đánh vào cửa Hỷ Phong, mặc sức cướp bóc rồi rút về. Tượng Thăng được điều chuyển làm Tổng đốc Tuyên Đại, chỉ huy đại quân tiến vào trú đóng kinh thành, kỷ luật nghiêm minh, thao luyện binh mã, quân Thanh tiến thoái lưỡng nan.
Tháng 9 năm Sùng Trinh thứ 10 (1637), quân Thanh xuất phát từ núi Thanh Khẩu thuộc Tường Tử Lĩnh đến tiến công, giết Tổng đốc Ngô A Hành, rồi tiến thẳng đến Thạch Hạp, Ngưu Lan. Lư Tượng Thăng phụng mệnh huy động viện binh từ tất cả các địa phương và điều động Tổng binh 3 tỉnh Tuyên Châu, Đại Đồng và Sơn Tây là Dương Quốc Trụ, Vương Phác và Hổ Đại Uy về Bắc Kinh bảo vệ kinh thành. Lúc ấy, Lư Tượng Thăng đang trong thời gian để tang cha, nên khi tiếp được lệnh vua, ông vẫn mặc nguyên đồ tang, đi dép cỏ, vội đến ngoại ô kinh thành vái nhận thượng lệnh. Lúc này, các đại thần nắm thực quyền trong triều như Dương Tự Xương, Cao Khởi Tiềm đều thuộc phe chủ hòa. Lư Tượng Thăng nghe nói đến tình trạng đó than vãn không thôi. khi Sùng Trinh đế triệu ông đến hỏi kế sách đối địch, ông dứt khoát chủ chiến. Hoàng đế khuyên ông bàn bạc việc này cùng với hai người Dương, Cao xem sao, nhưng ông vẫn từ chối.
Ngày hôm sau, Hoàng đế hạ lệnh xuất một vạn lạng vàng khao thưởng ba quân. Lư Tượng Thăng tiến quân đến Xương Bình, Sùng Trinh đế một lần nữa sai quan thái giám đem thêm ba vạn lạng vàng bạc đến khao thưởng quân sĩ. Ngoài ra còn ban cho một trăm con ngựa quý (ngự mã) và một nghìn con ngựa hạng tốt (thái phó mã) cùng với 500 roi ngựa sắt bít bạc. Ông quyết định áp dụng phương châm đánh địch đến cùng. Nhưng mỗi khi ông có hành động gì, đều vấp phải sự ngăn cản của Dương Tự Xương và Cao Khởi Tiềm. Để tránh sự cản trở của bọn họ. Lư Tượng Thăng chủ động dâng sớ xin triều đình chia ra mỗi người một bộ phận riêng biệt. Sau khi triều đình bàn định, Lư Tượng Thăng được quyền cai quản quân lính của 3 tỉnh Tuyên Châu, Đại Đồng và Sơn Tây. Quân các lộ Quan Trung, Ninh Hạ, giao cho Cao Khởi Tiềm. Như vậy, Lư Tượng Thăng đóng quân ở Thuận Nghĩa, về danh nghĩa là chỉ huy toàn quân, nhưng thực tế số quân dưới quyền chỉ huy chưa đầy hai vạn. Lư Tượng Thăng với Dương Tự Xương vì việc nghị hòa quân Thanh mà nảy sinh hiềm khích. Đến khi Lư Tượng Thăng gặp Cao Khởi Tiềm ở cửa An Định. Hai người vẫn giữ theo quan điểm cũ, không ai nghe ai. Sau khi Trần Tân Giáp đến Xương Bình, Lư Tượng Thăng lại giao bớt một cánh quân cho Trần Tân Giáp. Vì vậy, thực lực của Lư Tượng Thăng lại suy yếu thêm.
Mùa đông năm Sùng Trinh thứ 11 (1638), quân Thanh đi xuống phía Nam theo 3 hướng khác nhau. Một hướng đi từ Lai Thủy đánh vào huyện Địch. Một hướng đi từ Tân Thành đánh vào huyện Hùng; hướng thứ ba đi từ Định Hưng đánh vào An Túc. Bắc Kinh giới nghiêm, Sùng Trinh đế do dự trước vấn đề hòa hay chiến, Lễ bộ Thượng thư kiêm Đông các Đại học sĩ Dương Tự Xương chủ trương nghị hòa; thế nhưng Lư Tượng Thăng vẫn chủ trương kiên quyết chống lại, bèn đưa quân đến đóng tại Bảo Định. Ông ra lệnh cho các tướng chia làm nhiều mũi, để tiến công quân địch. Kết quả quân Minh thắng lớn ở Khánh Đô, Chân Định.
Vào lúc này Dương Tự Xương nắm hết binh quyền trong tay, khiến trên dưới không tin tưởng lẫn nhau. Biên tu Dương Đình Lân vì trong tờ sớ tâu lên triều đình, có chỗ làm phật lòng Dương Tự Xương, nên bị đổi sang làm chủ sự Bộ binh, lại bị sai đến chỗ Lư Tượng Thăng lo việc quân sự doanh vụ. Đồng thời tước mất hàm Thượng thư Bộ binh của Lư Tượng Thăng, làm cho ông chỉ còn quyền điều hành công việc với danh nghĩa Thị lang. Thậm chí còn cắt cả lương hướng của ông. Ngoài ra, còn lấy cớ là ở các vùng Vân Nam, Sơn Tây có báo động, nên điều động luôn cả cánh quân của Vương Phác. Lư Tượng Thăng đưa cánh quân của ông lúc đó, chỉ còn vẻn vẹn năm ngàn binh sĩ già yếu ra đóng ở một nơi trống trải trên cánh đồng. Các cụ phụ lão các tỉnh Tuyên Châu, Đại Đồng, Sơn Tây, sau khi nghe tin trên đã chủ động đến tập trung ngoài quân doanh và thỉnh cầu Lư Tượng Thăng chiêu mộ trai tráng trong vùng để đánh địch, nhưng ông không chịu nghe theo. Dù vậy, nhân dân nơi đây vẫn hăng hái bòn vét số lương thực ít ỏi còn lại quyên góp nuôi quân của Lư Tượng Thăng.
Ngày 11 tháng 12 năm Sùng Trinh thứ 12 (1639), Lư Tượng Thăng tiến quân đến Giả Trang ở Cự Lộc. Cánh quân của Cao Khởi Tiềm đóng ở Kê Trạch cách đó chưa đầy 50 dặm. Lư Tượng Thăng cử Dương Đình Lân đến cầu viện. Cao Khởi Tiềm làm ngơ, không thèm đếm xỉa. Lư Tượng Thăng biết được, khóc lớn trong quân, rồi thề sẽ quyết sống mái một phen với địch, khi hành binh đến Thủy Kiều Đạt Cao, gặp phải quân Thanh, lập tức dàn trận chiến đấu. Ông tự mình điều khiển trung quân. Cánh quân bên trái do Hổ Đại Uy chỉ huy. Bên phải do Dương Quốc Trụ chỉ huy. Hai bên đánh nhau kịch liệt. Đêm hôm đó, tiếng tù và dậy lên khắp bốn phía, hàng vạn kỵ binh quân Thanh bao vây ba tầng bảy lớp. Đánh nhau từ sáng đến chiều. Lư Tượng Thăng xông xáo vẫy vùng hò hét thật to để chỉ huy chiến đấu. Một mình ông đã hạ sát mấy chục quân địch, bản thân bị trúng 4 mũi tên, 3 mũi đao chém, cuối cùng chết do vết thương quá nặng. Quân của Lư Tượng Thăng cũng thế cùng lực tận. Vệ sĩ tùy tùng Dương Lục Khải nằm xuống ôm lấy Lư Tượng Thăng để bảo vệ di thể của ông; Dương Lục Khải phải hứng chịu 24 mũi tên trên lưng. Người hầu Cố Hiển cũng chết bên cạnh ông. Trong trận ấy, năm nghìn binh sĩ đều tử chiến. Hổ Đại Uy và Dương Quốc Trụ phá được vòng vây chạy thoát.
Sau trận chiến, nghe tin Lư Tượng Thăng bị quân Thanh đánh bại, Cao Khởi Tiềm run sợ dẫn quân tháo chạy, nhưng không dám dâng sớ báo tin về cái chết của họ Lư. Dương Tự Xương thậm chí không tin là Lư Tượng Thăng đã tử trận. Sùng Trinh đế hạ lệnh đi kiểm nghiệm, sai Dương Đình Lân và bộ hạ đến chiến trường tìm xác Lư Tượng Thăng, mãi sau mới phát hiện thấy xác Lư Tượng Thăng mặc tang phục, đầu trùm khăn xô màu trắng. Trăm họ ở Tuyên Châu, Đại Đồng và Sơn Tây khi nghe tin ông tử trận đều khóc lóc thảm thiết. Lúc biết tin Lư Tượng Thăng tử trận, Dương Tự Xương có sai ba tên lính đi thăm dò tình hình thực hư lúc họ Lư tử trận. Trong đó có một người tên là Du Chấn Long, anh này về bẩm báo rằng Lư Tượng Thăng quả thực đã tử trận. Dương Tự Xương hầm hầm tức giận, quát bảo gia nhân liên tục đánh Du Chấn Long 3 ngày 3 đêm. Trước khi chết, Du Chấn Long trợn trừng đôi mắt không ngớt lời mắng chửi Dương Tự Xương rằng: "Trời cao soi thấu! Ngươi không được gây oan uổng các trung thần!". Thiên tổng Dương Quốc Đống vì từ chối tuân theo ý định sửa đổi tin cấp báo của Dương Tự Xương, vẫn kiên trì báo tin Lư Tượng Thăng đã tử trận nơi sa trường mà bị xử cực hình.
Mặc dù Tri phủ Thuận Đức là Vu Dĩnh đã bẩm báo tình hình lên cấp trên, nhưng Dương Tự Xương vẫn để dây dưa đến nỗi di thể Lư Tượng Thăng sau khi mất 80 ngày, mới được khâm liệm. Mãi sau khi Dương Tự Xương chết, do yêu cầu khẩn thiết của quần thần, Sùng Trinh đế mới truy phong Lư Tượng Thăng hàm Thái tử Thiếu sư và chức Thượng thư Bộ binh. Đến thời kỳ Nam Minh, Hoằng Quang đế truy phong thụy hiệu là Trung liệt, tháng 1 năm Càn Long thứ 41 thời Thanh (1776), truy phong thụy hiệu là Trung túc. 